# Ex Oriente Lux (vereniging)
De vereniging Ex Oriente Lux (officieel: Vooraziatisch-Egyptisch Genootschap “Ex Oriente Lux”) is een Nederlands genootschap dat de kennis van de beschavingen van het Oude Midden-Oosten (het oude Egypte, Mesopotamië, landen van de Bijbel) wil overdragen op een breed publiek. EOL geeft zowel tijdschriften en boeken voor het bredere publiek uit als wetenschappelijke publicaties. 

## Geschiedenis en bestuur
Het genootschap werd op 22 mei 1933 opgericht in Leiden door B.A. van Proosdij, A.A. Kampman, M.A. Beek en enkele medestudenten. Kampman was vanaf de oprichting tot 1974 secretaris-penningmeester; bij het veertigjarig bestaan in 1973 werd hij benoemd tot erelid. Voorzitter van EOL waren achtereenvolgens B.A. van Proosdij (1933-1962), M.A. Beek (1962-1974), M.S.H.G. Heerma van Voss (1974-1994), K.R. Veenhof (1994-2004), D.J.W. Meijer (2004-2015), R.J. van der Spek (2015-2023) en B.J.J. Haring (2023-heden).

## Lezingen
De vereniging heeft circa twintig afdelingen in Nederland en één in België. Het secretariaat van de vereniging is gevestigd in Leiden. De afdelingen organiseren plaatselijke lezingen, die gegeven worden door vakgeleerden uit Nederland en Vlaanderen. Jaarlijks wordt er een studiedag georganiseerd, een lezingendag voor de leden van alle afdelingen rond een bepaald thema.

## Publicaties
- Phoenix (Nederlandstalig publiekstijdschrift sinds 1955; jaarlijks drie nummers)
- Jaarbericht Ex Oriente Lux (wetenschappelijk, peer-reviewed tijdschrift; tweejaarlijks één volume)
- Mededelingen en Verhandelingen Ex Oriente Lux (verschijnt onregelmatig)
- Supplementen Ex Oriente Lux (verschijnt onregelmatig)

## Trivia
- De Latijnse spreuk ex oriente lux betekent “het licht komt uit het oosten”.
- Het logo van het genootschap werd ontworpen door Anna Roes, een deskundige op het gebied van kunstgeschiedenis en symbolen uit het Nabije Oosten.